# St. Georg (Schliersee)

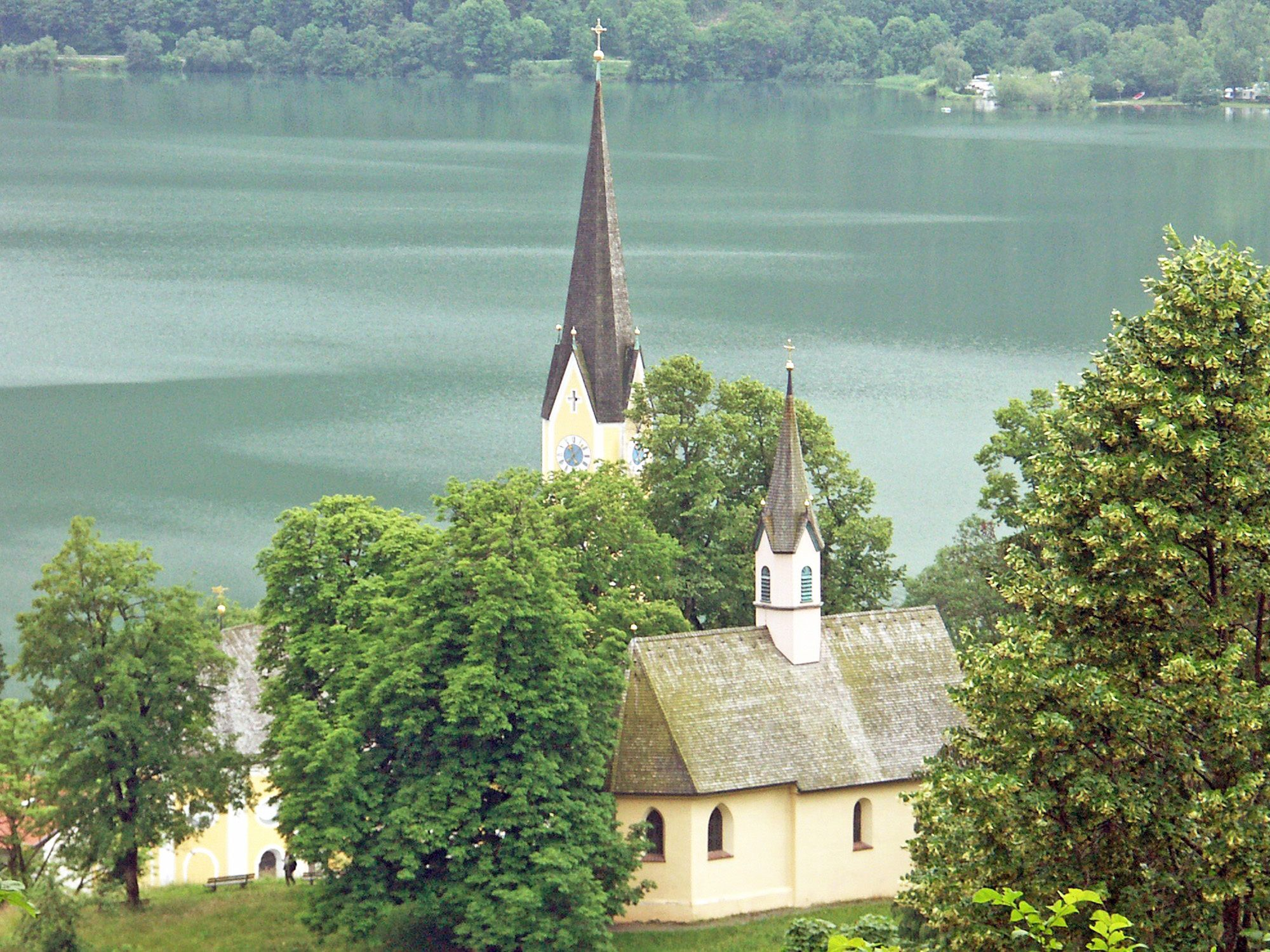
St. Georg am Weinberg in Schliersee,
im Hintergrund St. Sixtus und der Schliersee

Die katholische Kapelle St. Georg (auch St. Georg am Weinberg genannt)  in Schliersee, einem Markt im oberbayerischen Landkreis Miesbach, wurde auf einem Hügel (Weinberg) etwa 35 Meter über dem Spiegel des Schliersees errichtet. Die Kapelle an der Hans-Miederer-Straße 4, oberhalb der Pfarrkirche St. Sixtus ist ein geschütztes Baudenkmal.

## Geschichte
Georg von Waldeck der Ältere ließ das Bauwerk Mitte des 14. Jahrhunderts nach seiner Befreiung aus türkischer Gefangenschaft errichten. Der Chor folgte 1470. Über 130 Jahre später wurde ab 1606 durch Ludwig von Maxlrain (einem Sohn des Wolf Dietrich von Maxlrain) das Innere in frühbarocker Manier umgestaltet. Er hatte die Kirche für seine Grablege auserkoren und wurde 1608 in einer Gruft direkt vor dem Altar beigesetzt.
1624 entstand der noch heute vorhandene Hochaltar. Er wird Stephan Zwinck aus Miesbach zugeschrieben. 1628 folgte der nördliche Seitenaltar, aber erst 1708 der südliche. 1781 stürzte die Maxlrain'sche Gruft ein, wobei auch ein Teil des Kapellenschmucks vernichtet wurde. Erst Mitte des 19. Jahrhunderts erstrahlte die St. Georgs-Kapelle wieder in neuem Glanz, als sich der Architekturmaler Wilhelm Gail ihrer Restaurierung angenommen hatte, welcher gern zur Sommerfrische in Schliersee weilte. Bei dieser Restaurierung wurde auch die Orgel eingebaut, und es entstand das Dachreitertürmchen.

## Architektur
Das Langhaus ist ein zweijochiger Saalbau mit Rundbogenfenstern und einer flachen Holzdecke. Der leicht eingezogene Chor besitzt einen 5/8-Schluss und gotische Spitzbogenfenster. Er wird von einem Netzgewölbe überzogen.
Langhaus und Chor haben eine durchgehende Firsthöhe und sind mit Schindeln gedeckt. Schindeln bedecken auch den kompletten Westgiebel. Das Portal ist an der Südseite des Langhauses.

## Ausstattung

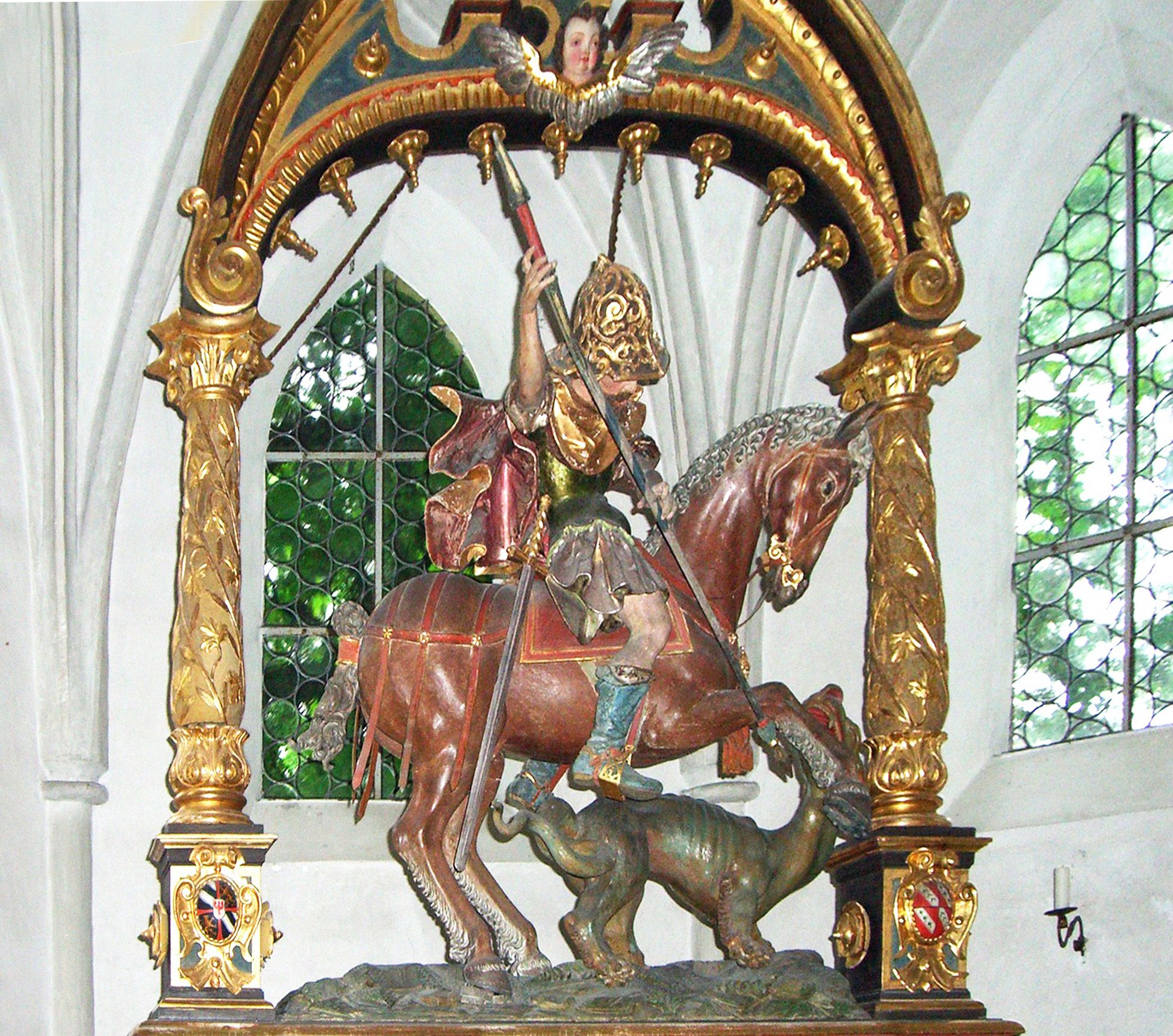
Der heilige Georg im Hochaltar
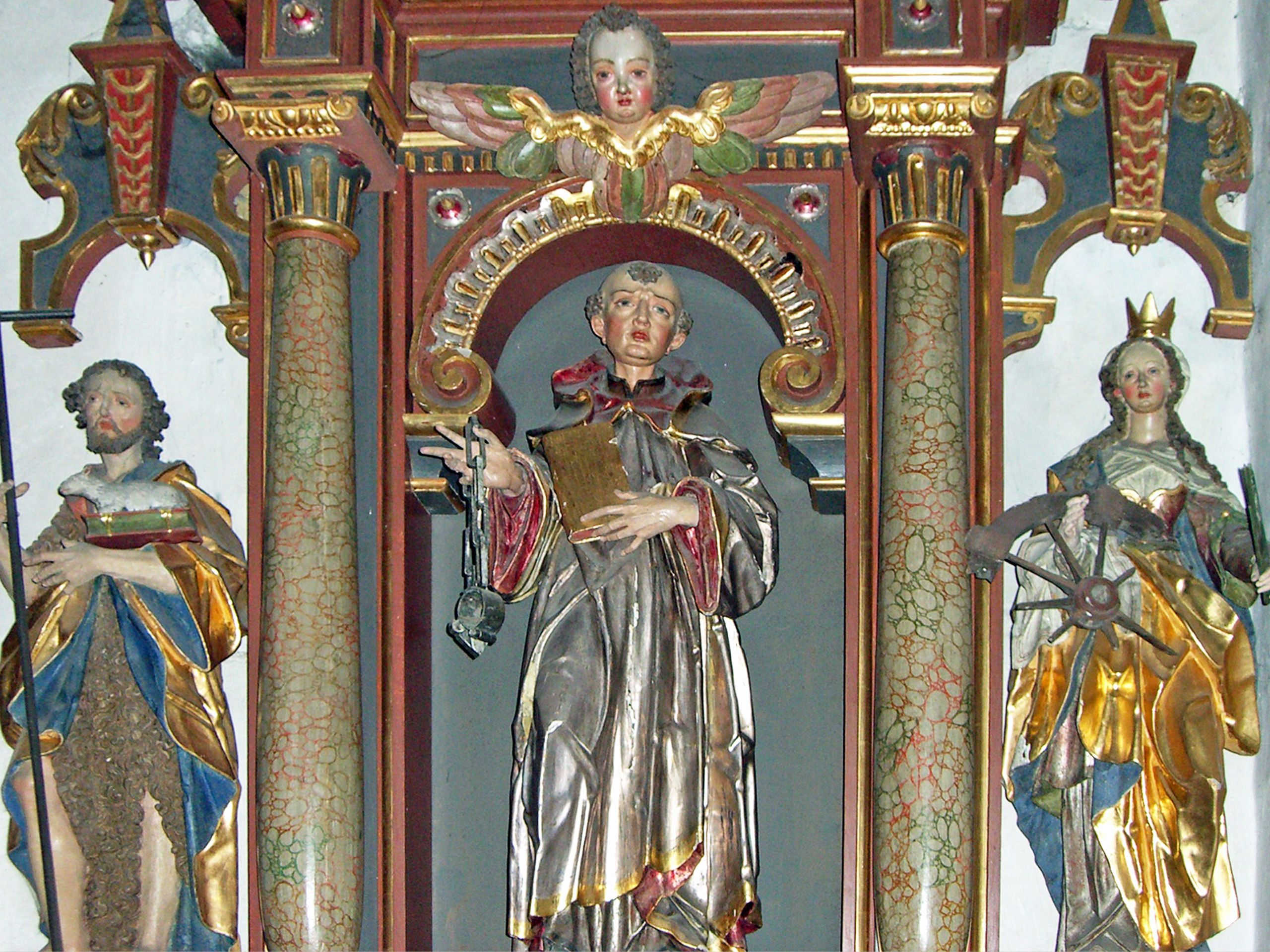
Die Heiligenfiguren des nördlichen Seitenaltars

- Der freistehende Hochaltar zeigt in dem von Säulen gerahmten Triumphbogenaufbau eine Schnitzgruppe mit dem heiligen Georg, der im Begriff ist, den Drachen zu töten. An der Predella des Altars befindet sich ein Tafelbild der Kreuzigung Christi.
- Im nördlichen Seitenaltar sind drei Heilige mit ihren Heiligenattributen dargestellt: in der Mitte Leonhard mit der Kette, links Johannes der Täufer mit dem Lamm und rechts Katharina mit dem Rad. Der einfachere südliche Seitenaltar zeigt Heilige als Schützer über dem Ort Schliersee und eine spätgotische Marienbüste.
- An den Seitenwänden des Chores befinden sich zwei gotische Konsolfiguren: St. Sixtus und St. Barbara.
- Die Orgel wurde von Joseph Krembodner gebaut. Sie besitzt ein Manual (C – f3) mit vier Registern (Gamba 8´, Gedackt 8´, Fugara 4´ und Flaut 4´) sowie ein fest ans Manual angehängtes Pedal (C – f°). Sie wurde 2006 restauriert.[2]